# いい古都チケット
いい古都チケット（いいことチケット）は、かつて京都市交通局・京都バス（いずれも自社局での発売はなし）と、阪急電鉄などが共同で季節ごとに発行していた一日乗車券である。

## 概要
毎年、春季・秋季の期間限定で大阪・神戸方面の各鉄道社局から阪急線を利用し、京都市を訪れる観光客向けに発売している。各鉄道社局の指定路線と、京都市内の地下鉄・バスの指定路線が乗り降り自由となっている。
有効期間内の任意の1日間で利用可能。乗車券は磁気カード式で、券面には京都の寺院のイラストが描かれている。また、利用日当日に乗車券を指定施設などで提示すると、優待を受けることができる特典がある。（詳細については、京都市交通局のホームページを参照。）

## フリーエリア
2020年現在
| 事業者       | フリーエリア                                                                                     |
| ------------ | ------------------------------------------------------------------------------------------------ |
| 阪急電鉄     | 全線（神戸高速線を除く）                                                                         |
| 京都市交通局 | 京都市営地下鉄・京都市営バス全線（定期観光路線を除く）                                           |
| 京都バス     | 京都市均一制区間路線、および八瀬・大原エリア（鞍馬・貴船方面、山間路線、季節運行路線などを除く） |

また、発売する社局により上記路線に加え、以下の路線も乗り降り自由となる。
| 発売事業者          | フリーエリア |
| ------------------- | --- |
| 阪急阪神版          | ・阪神電車 全線（神戸高速線を除く）                                                                             |
| 能勢電鉄版          | ・能勢電鉄 全線（妙見の森ケーブル・妙見の森リフトを除く）                                                       |
| 神戸市交通局版      | ・神戸市営地下鉄 全線（※神戸市バスは対象外）                                                                    |
| 神戸高速鉄道版      | ・神戸高速線 全線（※阪神神戸三宮駅は対象外）                                                                    |
| 神戸電鉄版          | ・神戸電鉄 全線 ・神戸高速鉄道（湊川駅 - 高速神戸駅 - 阪急神戸三宮駅間）                                        |
| 北神線・ 神戸電鉄版 | ・神戸市営地下鉄（谷上駅 - 地下鉄三宮駅間） ・有馬線（鈴蘭台駅 - 有馬温泉駅間） ・三田線 全線 ・公園都市線 全線 |
| 山陽電鉄 明石以東版 | ・山陽電車（西代駅 - 山陽明石駅 間） ・神戸高速鉄道（西代駅 - 高速神戸駅 - 阪急神戸三宮駅間）                   |
| 山陽電鉄 全線版     | ・山陽電車 全線 ・神戸高速鉄道（西代駅 - 高速神戸駅 - 阪急神戸三宮駅間）                                        |

## 発売額
2021年秋季から2023年秋季までの発売額は以下の通りである。2021年春季までの価格から全て100円値上げされた。すべて大人のみの設定。発売箇所については、各社局ホームページを参照。
| 事業者              | 料金    |
| ------------------- | ------- |
| 阪急阪神版          | 1.700円 |
| 能勢電鉄版          | 2,000円 |
| 神戸市交通局版      | 2,300円 |
| 神戸高速鉄道版      | 1,900円 |
| 神戸電鉄版          | 2,600円 |
| 北神線・神戸電鉄版  | 2,600円 |
| 山陽電鉄 明石以東版 | 2,400円 |
| 山陽電鉄 全線版     | 2,900円 |